# Campfire Tales
Campfire Tales (auch: Campfire Tales – Geschichten vom Grabesrand, Mystery Tales – Geschichten vom Grabesrand oder Scary Legends – Ich weiß, dass du heute sterben wirst!) ist ein US-amerikanischer Horrorfilm der Regisseure Matt Cooper, Martin Kunert und David Semel aus dem Jahr 1997. Der Film ist in drei Episoden eingeteilt und in eine Rahmenhandlung gefasst.

## Handlung
1950: Jenny und Eddie sitzen im Auto an einer Lichtung und küssen sich. Sie hören im Radio, dass ein verrückter Psychopath sein Unwesen ganz in deren Nähe treiben solle. Jenny bekommt es mit der Panik zu tun. Als sie glaubt, jemanden im Wald gesehen zu haben, versucht sie Eddie dazu zu überreden, zurück in die Stadt zu fahren. Auf dem Rückweg fahren sie an einem Drive-In vorbei. Eddie bestellt einen Milchshake. Als er zu seinem Auto zurückkehrt, sieht er einen Haken an der Beifahrertür hängen.
Heute: Cliff, seine Freundin Lauren, ihr kleiner Bruder Eric und Freundin Alex sind gerade auf dem Heimweg von einem Konzert. Am Steuer Cliff, der schon etwas angetrunken ist. Er baut einen Unfall und das Auto ist kaputt. Mitten im Wald errichten die vier Freunde ein Lagerfeuer und erzählen sich Geschichten, während sie auf Hilfe warten.
Die erste Geschichte handelt von dem jungen Paar Rick und Valerie, das mit dem Wohnwagen unterwegs ist. An einer abgelegenen Waldstelle bleibt das Wohnmobil plötzlich stehen. Der junge Mann möchte Hilfe holen und versucht, eine Tankstelle zu erreichen. Er lässt seine Freundin im Wohnmobil zurück. Diese wird von einem unbekannten Wesen attackiert. Als der Angriff vorüber zu sein scheint, hört sie plötzlich Kratzgeräusche am Autodach. Es handelt sich dabei um ihren aufgeschlitzten Freund, der an einem Baum aufgehängt auf dem Autodach hin und her baumelt.
Die zweite Episode erzählt die Geschichte der zwölfjährigen Amanda, die über einen Internet-Chatroom die ebenfalls zwölfjährige Jessica kennenlernt. Jessica ist allerdings ein perverser Kindermörder. Eines Abends gehen die Eltern aus. Amanda ist allein zu Hause. Sie hat das Gefühl, nicht allein im Haus zu sein. Sie hält ihre Hand unters Bett, um nach ihrem Hund zu greifen. Dabei wird ihr die Hand abgeleckt. In einem Spiegel sieht Amanda den Spruch „auch Menschen können lecken“. Sie sieht daraufhin, dass nicht ihr Hund, sondern der perverse Kindermörder unter ihrem Bett liegt und ihre Hand ableckt. Sie rennt schreiend aus dem Zimmer und ruft nach ihrer großen Schwester. Amandas Schwester Katherine betritt das Zimmer und erblickt Amandas toten Hund unter dem Bett.
In der dritten Geschichte sucht Scott, der mit seinem Motorrad unterwegs ist, Unterschlupf in einem alten Bauernhaus. Das Haus wird von der schönen, jedoch stummen Heather bewohnt. Sie kommuniziert mit Scott, indem sie ihm alles aufschreibt und bittet ihn hier zu übernachten. Mitten in der Nacht kommt Heathers Vater zurück. Scott hört Geräusche und findet in der Küche zwei Leichen. Heather schreibt auf das Clipboard, dass sich Geister im Haus befinden. Plötzlich attackiert Heathers Vater Scott mit einer Axt. Heather und Scott können schließlich fliehen und flüchten mit dem Motorrad. Nach einiger Zeit finden die beiden unter einem Baum ihre Ruhe. Am nächsten Morgen öffnet Scott eine Halskette auf Heathers Hals und erblickt ein altes Foto von Heather und ihm selbst. Als Heather erwacht, bildet sich eine Blutspur um ihren Hals und ihr Kopf fällt ab.
Nachdem die Geschichten erzählt worden sind, beschließt die Gruppe, zur Straße zurückzukehren. Dort finden Cliff, Lauren, Eric und Alex ihre eigenen Leichen vor.

## Kritiken
„Alles erstaunlich spannende, erstaunlich blutige und erstaunlich unterhaltsame Filmchen. Gruselgeschichten, die einfach Spaß machen!!! Fazit: Don´t drive drunk.“